# Lijst van intervallen
Dit is een lijst van de reine Nederlandstalige intervalnamen in de muziek. 
- 1/1  reine priem, unisono
- 2/1  octaaf
- 3/2  reine kwint
- 4/3  reine kwart
- 4/1  dubbeloctaaf (of quindecime)
- 5/2  reine grote decime
- 5/3  reine grote sext, BP sext
- 5/4  reine grote terts
- 6/5  reine kleine terts
- 7/3  minimale decime, BP decime
- 7/4  harmonische septiem
- 7/5  septimale of Huygens' tritonus, BP kwart
- 7/6  septimale kleine terts
- 8/3  reine undecime
- 8/5  kleine sext
- 8/7  septimale grote secunde
- 9/4  grote none
- 9/5  kleine septiem, BP septiem
- 9/7  septimale grote terts, BP terts
- 9/8  grote secunde
- 10/7  Eulers tritonus
- 10/9  kleine grote secunde
- 11/5  neutrale none
- 11/6  21/4-toon, undecimale neutrale septiem
- 11/7  undecimale vergrote kwint
- 11/8  undecimale supra-kwart, of elfde harmonische, overeenkomstig met 551,32 cent
- 11/9  undecimale neutrale terts
- 11/10 viervijfdetoon, Ptolemeus' secunde
- 12/5   kleine decime
- 12/7   septimale grote sext
- 12/11  driekwarttoon, undecimale neutrale secunde

("BP" staat voor Bohlen-Pierce)